# 理察·H·霍爾
理察·H·霍爾（英語：Richard H. Hall，1930年12月25日—2009年7月17日）是美國飛碟學家、作家。

## 生平
霍爾出生於康乃狄克州哈特福。1958年，他進入全國空中現象調查委員會工作，成為該會主任唐納德·奇霍的助手，60年代時，他離開了全國空中現象調查委員會。仍繼續撰寫關於UFO現象的書籍和文章，並曾擔任不明飛行物研究基金主任。馬里蘭大學的天文學家約翰·B·卡爾森（John B. Carlson）認為霍爾的研究態度是「科學且謹慎小心的」。
除研究飛碟學外，霍爾還撰有一些以美國南北戰爭中的女性為主題的著作和文章。
2009年7月17日，因罹患大腸癌而在加州布倫特伍德的家中病逝，享年78歲。